# Steve Schapiro

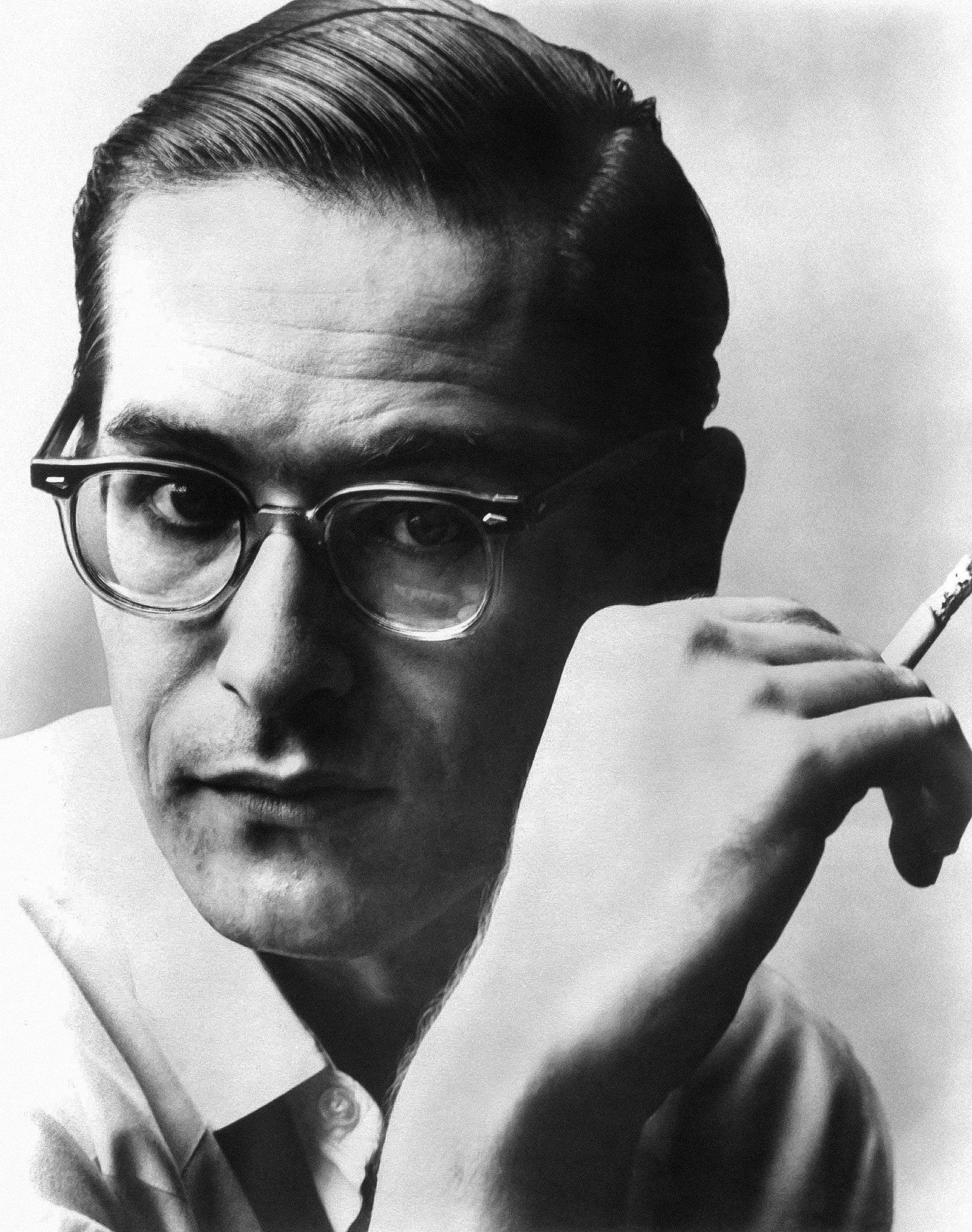
Steve Schapiro: Bill Evans, 1961

Steve Schapiro (listopad 1934 New York – 15. ledna 2022) byl americký fotograf a fotožurnalista. Je známý svými fotografiemi klíčových momentů Afroamerického hnutí za občanská práva, jako je Pochod Washingtonem za práci a svobodu nebo pochody ze Selmy do Montgomery. Je také známý svými portréty celebrit a filmovými snímky, především z filmů Kmotr (1972) a Taxikář (1976). Modelem mu stála řada osobností, mezi něž patří například výtvarníci Andy Warhol a René Magritte, herci Robert De Niro a Natalie Wood či členové hudební skupiny The Velvet Underground. Publikoval také několik fotografických knih.

## Životopis
Narodil se v New Yorku a svou vášeň pro fotografování objevil v devíti letech. Jeho učitelem byl americký fotožurnalista William Eugene Smith, který mu ukázal, jak rozvíjet vlastní pohled na svět a na fotografii. Schapirovo dílo odráží vliv jeho učitele. V roce 1961 začal Schapiro pracovat jako fotograf na volné noze. Jeho fotografie byly publikovány v řadě časopisů, včetně Life, Vanity Fair, Sports Illustrated, Newsweek, Time nebo Paris Match.
Inspirací pro Schapira byly politické, kulturní a společenské změny 60. let ve Spojených státech. Doprovázel Roberta F. Kennedyho během jeho prezidentské kampaně a zachytil klíčové momenty hnutí za občanská práva, jako je Pochod na Washington za práci a svobodu nebo pochody ze Selmy do Montgomery. Schapiro nejen pracoval v oblasti fotožurnalistiky a dokumentace, ale stal se také skutečným aktivistou. Je to vidět například na jeho způsobu dokumentování těžkých životů přistěhovaleckých dělníků z Arkansasu, kterým se věnoval v roce 1961.
V 70. letech se Schapiro zaměřil spíše na filmovou scénickou fotografii. Poté, co fotografoval zákulisní snímky Půlnočního kovboje (1969), mezi nimi i slavného Dustina Hoffmana, byl najat jako fotograf u Paramount Pictures. Fotografoval na natáčení filmu Kmotr (1972) Francise Forda Coppoly s obsazením Marlona Branda, Al Pacina, Jamese Caana a Roberta Duvalla. Jedna z jeho fotografií je „Marlon Brando a kočka“. Schapiro nechyběl ani na natáčení filmu Čínská čtvrť (1974) Romana Polanského. O dva roky později byl Schapiro – na žádost Roberta De Nira – najat jako fotograf na natáčení filmu Martina Scorseseho Taxikář (1976).
Schapiro zachytil klíčové momenty moderní americké historie svými fotografiemi, které také odrážejí jeho vlastní sociální a lidské vědomí. Zemřel 15. ledna 2022 ve věku 87 let.

## Fotografické knihy
- 2000: Steve Schapiro: American Edge, Arena
- 2007: Schapiro’s Heroes, powerHouse Books
- 2010: The Godfather Family Album, Paul Duncan (ed.), Taschen
- 2012: Steve Schapiro: Then and Now, Lonnie Ali, Matthias Harder, Hatje Cantz
- 2013: Taxi Driver, Paul Duncan (ed.), Taschen
- 2014: Barbra Streisand by Steve Schapiro and Lawrence Schiller, Schapiro, Lawrence Schiller, Patt Morrison, Lawrence Grobel, Nina Wiener (editoři), Taschen
- 2015: Bliss: Transformational Festivals & the Neo Hippie, powerHouse Books
- 2016: Misericordia: Together We Celebrate, powerHouse Books
- 2016: Bowie, powerHouse Books
- 2017: The Fire Next Time, James Baldwin a Steve Schapiro, Taschen
- 2018: Ali, powerHouse Books